# Zinag
Zinag es una aleación de tres materiales metálicos: zinc, aluminio y plata. La composición de la aleación le otorga excelentes propiedades mecánicas y anticorrosivas. 

## Propiedades
Es una aleación de baja densidad que puede ser utilizada para diversos procesos en el área automotriz, médica, aeroespacial, industria de la construcción, etc. El contenido de plata le otorga a esta aleación una propiedad de superplasticidad, que la hace capaz de deformarse sin perder sus propiedades mecánicas.
- (1) Zn – 77,04%, Al – 21,93%, Ag – 1,0%
- (4) Zn – 74,54%, Al – 21,21%, Ag – 4,24%[2]

| Aleación              | Zinag 1    | Zinag 4    |
| --------------------- | ---------- | ---------- |
| Límite elástico       | 180.57 MPa | 153.61 MPa |
| Módulo de elasticidad | 9.77 GPa   | 7.48 GPa   |
| Elongación            | 9.31 %     | 16.38 %    |
| Dureza                | 67.5 HRF   | 78.1 HRF   |

## Aplicaciones
- Recubrimientos:

Zinagizado: Proceso electroquímico para otorgar a un material metálico ferroso propiedades anticorrosivas.
- Materiales Porosos:

Elaboración de espumas metálicas de aleación celular de poros abiertos con una resistencia a la compresión de hasta 40 MPa, con una dureza de 40-55 Vickers, con una porosidad de 60 a 75 %  y una densidad de 2 a 4 g/cm3.
- Obtención de láminas superplásticas:

Elaboración de láminas a través de laminación de lingotes de la aleación Zinag, teniendo la capacidad de ser laboradas mediante las técnicas de conformado superplástico.

## Uso en la industria
En la actualidad se está trabajando con las últimas dos aplicaciones para la elaboración de un Hypercar de alto desempeño llamado Inferno Exotic Car, desarrollado por la empresa Mexicana LTM Hot Sport.